# Eddy Heurlié
Eddy Heurlié (Le Lamentin, 27 dicembre 1977) è un allenatore di calcio ed ex calciatore francese martinicano, di ruolo portiere, tecnico del Rivière-Pilote.

## Carriera

### Club
Ha cominciato a giocare nell'Aiglon du Lamentin. Nel 2000 è passato al Troyes 2. Nel 2003 si è trasferito al Raon-l'Étape. Nel 2004 è tornato all'Aiglon du Lamentin. Nel 2006 è passato al Samaritaine. Nel 2008 è stato acquistato dal Bélimois. Nel 2015 si è trasferito al Golden Lion. Nel 2016 ha firmato un contratto con il Rivière-Pilote.

### Nazionale
Ha debuttato in Nazionale il 15 maggio 2001, in Giamaica-Martinica (1-0). Ha partecipato, con la Nazionale, alla CONCACAF Gold Cup 2002 e alla CONCACAF Gold Cup 2003. Ha collezionato in totale, con la maglia della Nazionale, 50 presenze e 60 reti subite.